# Kihajolni veszélyes (Szűcs Judith-album)
A Kihajolni veszélyes Szűcs Judith 5. nagylemeze, ami a Szikora Róbert-korszak első darabja. A lemezen még Bob Lanky néven, mint egy amerikai zeneszerző neve alatt jegyezték a dalokat.

## A lemezen megjelent dalok[1]
1. Kihajolni veszélyes (Bob Lanky)
2. Sex-ideál (Bob Lanky)
3. Figyelj kölyök! (Bob Lanky)
4. Hangulatjáték (Bob Lanky)
5. Vénusz és Jupiter (Bob Lanky)
6. Intézet (Bob Lanky)
7. Csak egy szívet akarok (Bob Lanky)
8. Discográfia (Bob Lanky)
9. Csak egy szépszemű csavargó (Delhusa Gjon-Demjén Ferenc)
10. Csupaszív lokomotív (Várkonyi Mátyás)
11. Didididididididergek (Bob Lanky)
12. Egy levél (aláírás nélkül) (Lerch István-Demjén Ferenc)

## Közreműködtek
Fregoli együttes: Csurgai Attila – dob, ütőhangszerek, Várkonyi Mátyás – billentyűs hangszerek, Jenei Szilveszter – gitár, Szűcs Antal Gábor – gitár, Temesvári András – basszusgitár